# Marco Falaschi
Marco Falaschi (ur. 18 września 1987 w Santa Croce sull’Arno) – włoski siatkarz, reprezentant kraju, grający na pozycji rozgrywającego. 

## Sukcesy klubowe
Puchar Czarnogóry:
- 2014

Liga czarnogórska:
- 2014

Puchar Polski:
- 2015

Liga polska:
- 2015, 2018

Superpuchar Polski:
- 2015

Puchar Włoch:
- 2021

Liga włoska:
- 2021

## Sukcesy reprezentacyjne
Igrzyska Śródziemnomorskie:
- 2013

Liga Światowa:
- 2013